# Ascochyta caricae
Ascochyta caricae är en svampart som beskrevs av Ludwig Rabenhorst 1851. Ascochyta caricae ingår i släktet Ascochyta, ordningen Pleosporales, klassen Dothideomycetes, divisionen sporsäcksvampar och riket svampar.   Inga underarter finns listade i Catalogue of Life.